# Gala (Apfel)

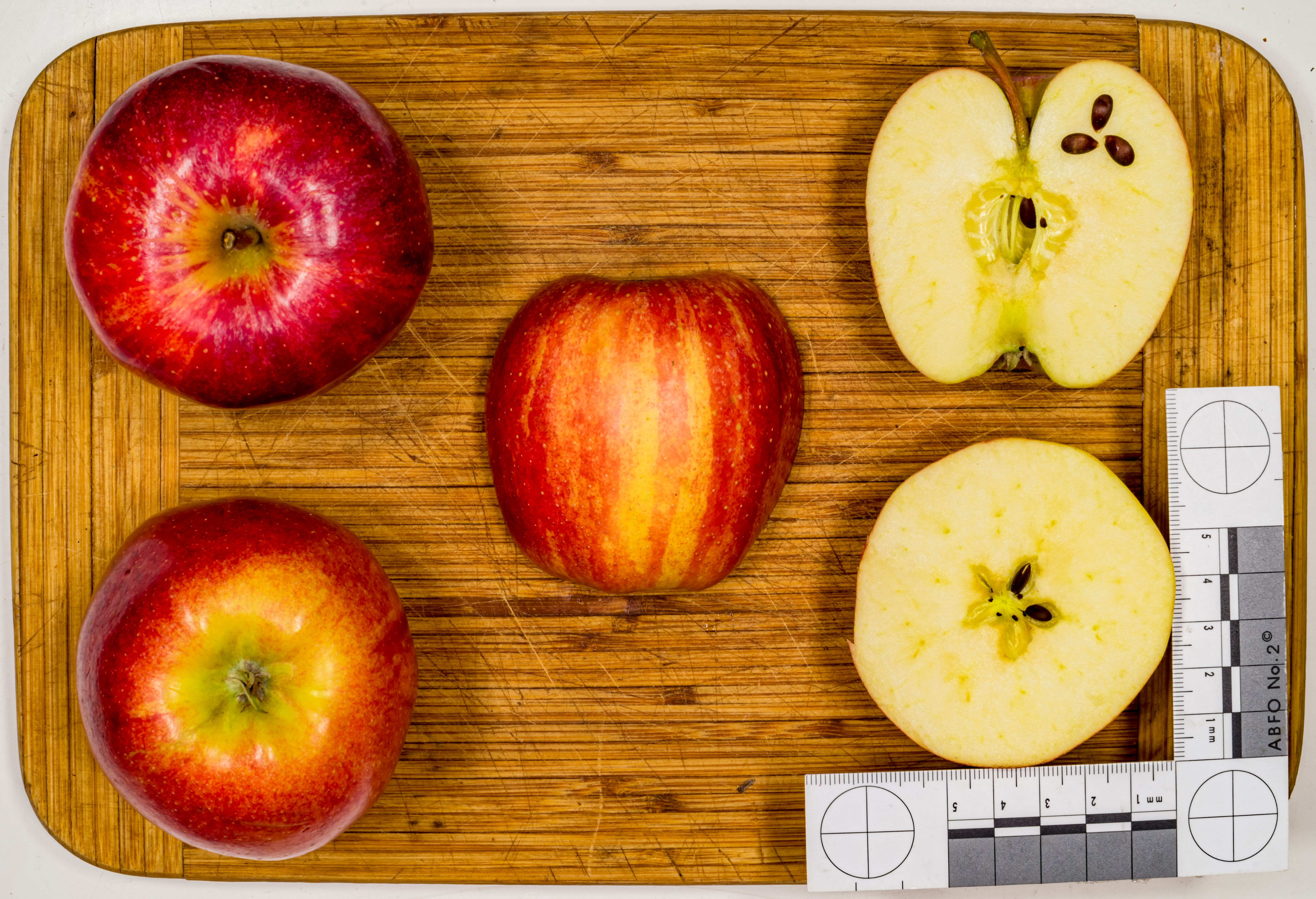
Royal Gala: Ansichten der Frucht

‘Gala’ ist eine Sorte des Kulturapfels (Malus domestica). Die Früchte der Sorte ‘Gala’ sind relativ klein, zählen zum Dessertobst und lassen sich gut lagern. Der Apfel ist relativ fest und süß im Geschmack. Er verfügt über eine leuchtend rote Schale und ein gelbliches „Fruchtfleisch“. Im Handel ist fast nur noch die Mutation ‘Royal Gala’ verbreitet.

## Beschreibung

### Frucht

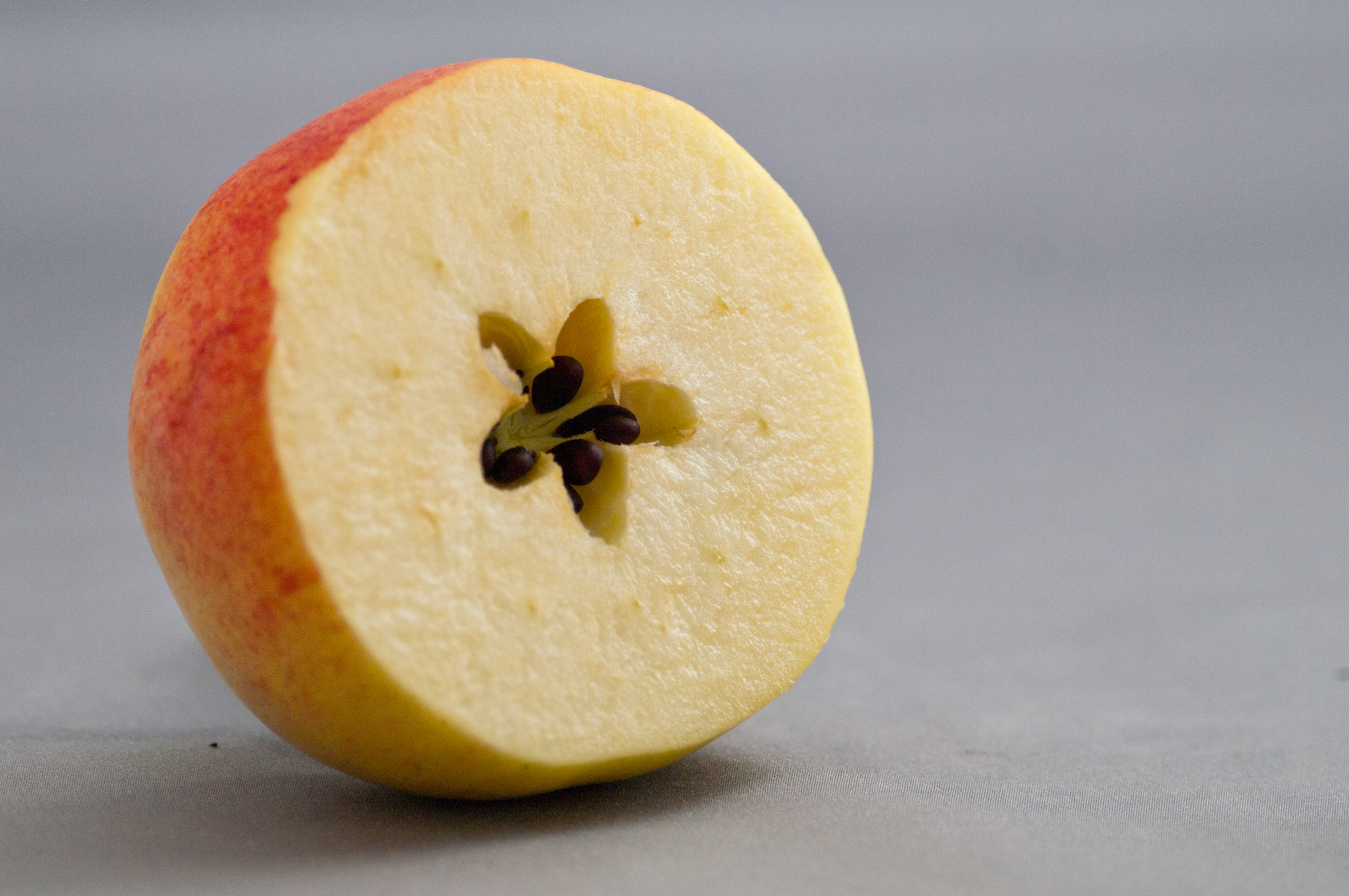
‘Gala’, durchgeschnitten

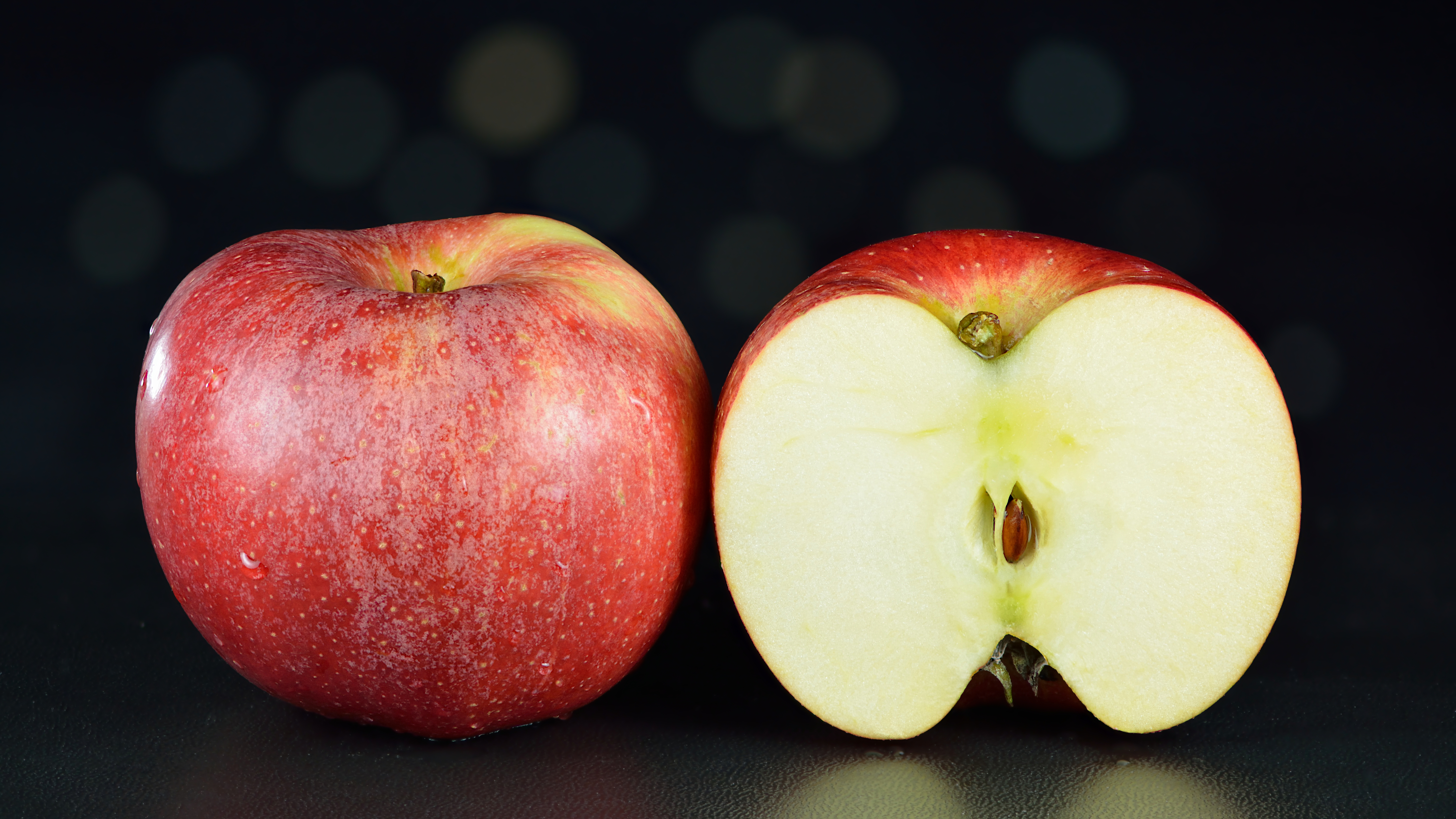
'Royal Gala'

‘Gala’ hat eine intensive rote Färbung auf einem cremig-gelben bis goldgelben Untergrund. Die Haut ist glatt und glänzend und kann mit längerer Lagerung fettig wirken. Eine grüne Untergrundfarbe ist Zeichen mangelnder Reife. Die Farbe hängt allgemein stärker als bei den meisten anderen Äpfeln von der Sonneneinstrahlung ab, die die Frucht in der Wachstumsphase bekam. Die Äpfel sind klein bis mittelgroß und gehören damit auf dem Weltmarkt zu den kleineren Äpfeln. Die Äpfel sind rund-konisch und einzelne Früchte unterscheiden sich in der Form nur wenig voneinander. Die Stielgrube ist im Vergleich zu anderen Äpfeln mittelweit und tief bis sehr tief. Teilweise kann sie berostet sein. Die Stiele selbst sind lang und dünn. Das „Fruchtfleisch“ ist blassgelb, saftig und fest. Der Geschmack ist aromatisch süß.

### Baum
Der Baum wächst mittelstark und ist stark nach oben orientiert. Er hat vergleichsweise lange, kräftige Äste. Das Holz ist allerdings vergleichsweise spröde und neigt zum Brechen. Die Früchte trägt ‘Gala’ an ein- bis zweijährigem Holz.

### Mutanten

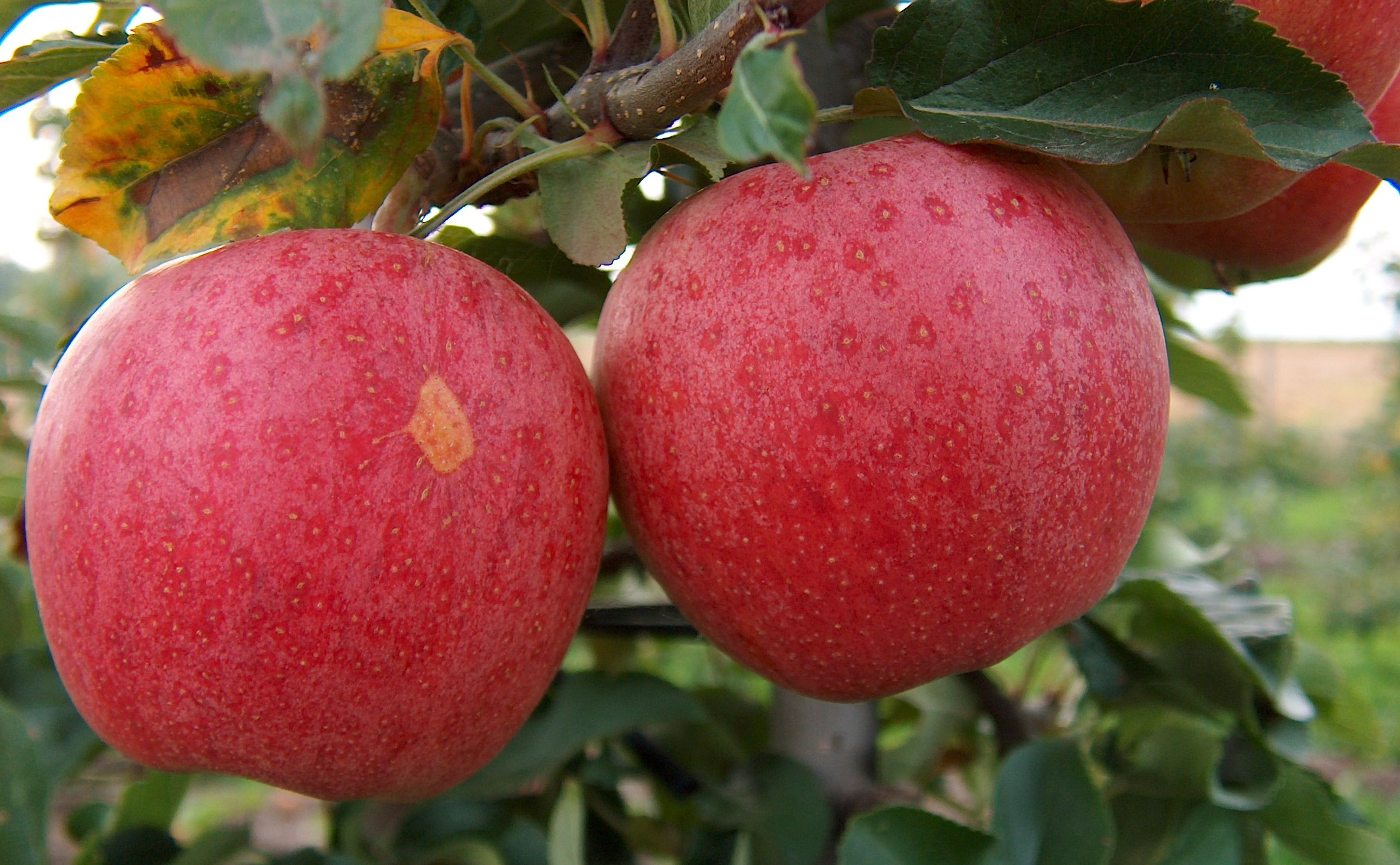
‘Gala Galaxy’ am Baum

Von der Sorte ‘Gala’ existieren, neben dem originalen ‘Gala’, verschiedene Typen. ‘Gala’ erzeugt oft Mutationen, die sich vor allem in der Farbe unterscheiden. So war die ursprüngliche Züchtung gelb mit einer leichten Rotfärbung, während die heutigen im Handel vorkommenden Formen fast alle intensiv rot sind. Verbreitet sind etwa der besser gefärbte ‘Tenroy’, ‘Gala Royal’, ‘Gala Must’ oder ‘Royal Gala’, der jedoch noch kleinfrüchtiger als der normale ‘Gala’ ist. Auf dem Weltmarkt ist mittlerweile allein der in den frühen 1970ern gezüchtete ‘Royal Gala’ von Bedeutung. ‘Royal Gala’ und ‘Braeburn’ etwa machten in den frühen 2000ern insgesamt 77 % der neuseeländischen Apfelernte aus, während alle anderen ‘Gala’-Typen kombiniert weniger als 10 % der Ernte erbrachten.
‘Gala’ hat zahlreiche Mutanten, die stark rot gefärbt sind. Die Sorte neigt dazu, diese zu produzieren, aber viele dieser Varianten lassen sich nicht stabil anbauen. Die Variante ‘Imperial Gala’ hat eine dem ‘Royal Gala’ entsprechende Färbung, jedoch etwas größere Früchte. Der Typ ‘Tenroy’ ‘Gala Galaxy’ weist eine noch stärkere Rotfärbung auf und ist in Europa der derzeit (Stand: 2005) am häufigsten gepflanzte Typ der Sorte ‘Gala’. Andere verbreitete Varianten sind ‘Mondial Gala’, ‘Mitchgla’, ‘Regal Gala’, ‘Scarlet Gala’, ‘Fulford Gala’, ‘Brookfield Gala’, ‘Buckeye Gala’, ‘Pacific Gala’, ‘Gale Gala’, ‘Delaf Gala’, ‘Regal Prince’ und ‘Waliser’. Die Varianten unterschieden sich vor allem in Eigenschaften, die für den Anbau wichtig sind (Erntezeit, Lagerfähigkeit, Dichte der Blüten etc.), jedoch kaum in den Eigenschaften der Früchte.
Insgesamt hat jedoch in den letzten Jahren ein Prozess eingesetzt, bei dem ‘Gala’-Varianten oft mehr aufgrund der intensiven roten Farbe für den Anbau ausgewählt werden als aufgrund des Geschmacks. Die Industrie wiederholt damit einen Mechanismus, der zuletzt bereits den ‘Red Delicious’ aus seiner Bedeutung als dominierende Apfelsorte verdrängte.

### Allergisches Potential
Viele Allergiker reagieren auf Gala, aber auch anderen Apfelsorten wie Braeburn, Elstar, Granny Smith oder Jonagold.

## Geschichte

### Ursprung

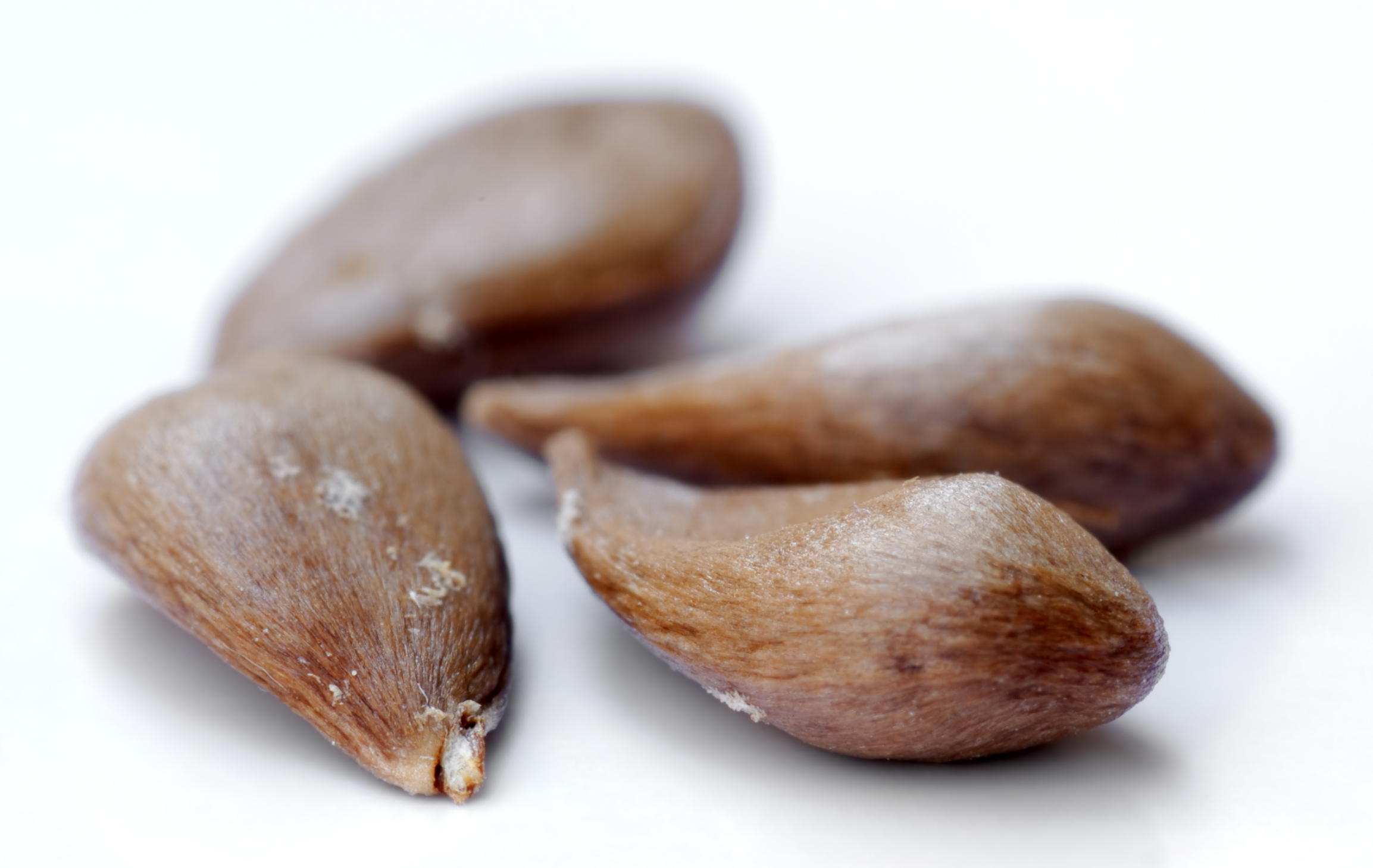
Kerne

‘Gala’ ist das Ergebnis von Züchtungen des neuseeländischen Züchters James Hutton Kidd. Kidd kreuzte einen ‘Cox Orange’ mit einem ‘Red Delicious’ und erhielt daraus eine neue Sorte, Kidds Orange Red. Die Kreuzung von Kidds Orange Red mit Golden Delicious wurde 1934 von H. J. Kidd in Greytown, Neuseeland durchgeführt und 1965 in den Verkehr gebracht. Den Namen bekam Gala 1962 von Don McKenzie am Department of Scientific and Industrial Research (DSIR) in Havelock North. Bedeutung im Markt bekam Gala allerdings in den 1970ern als mehrere Mutanten entdeckt worden waren, die eine deutlich ausgeprägtere Rotfärbung hatten als der originale Gala.

### Situation heute

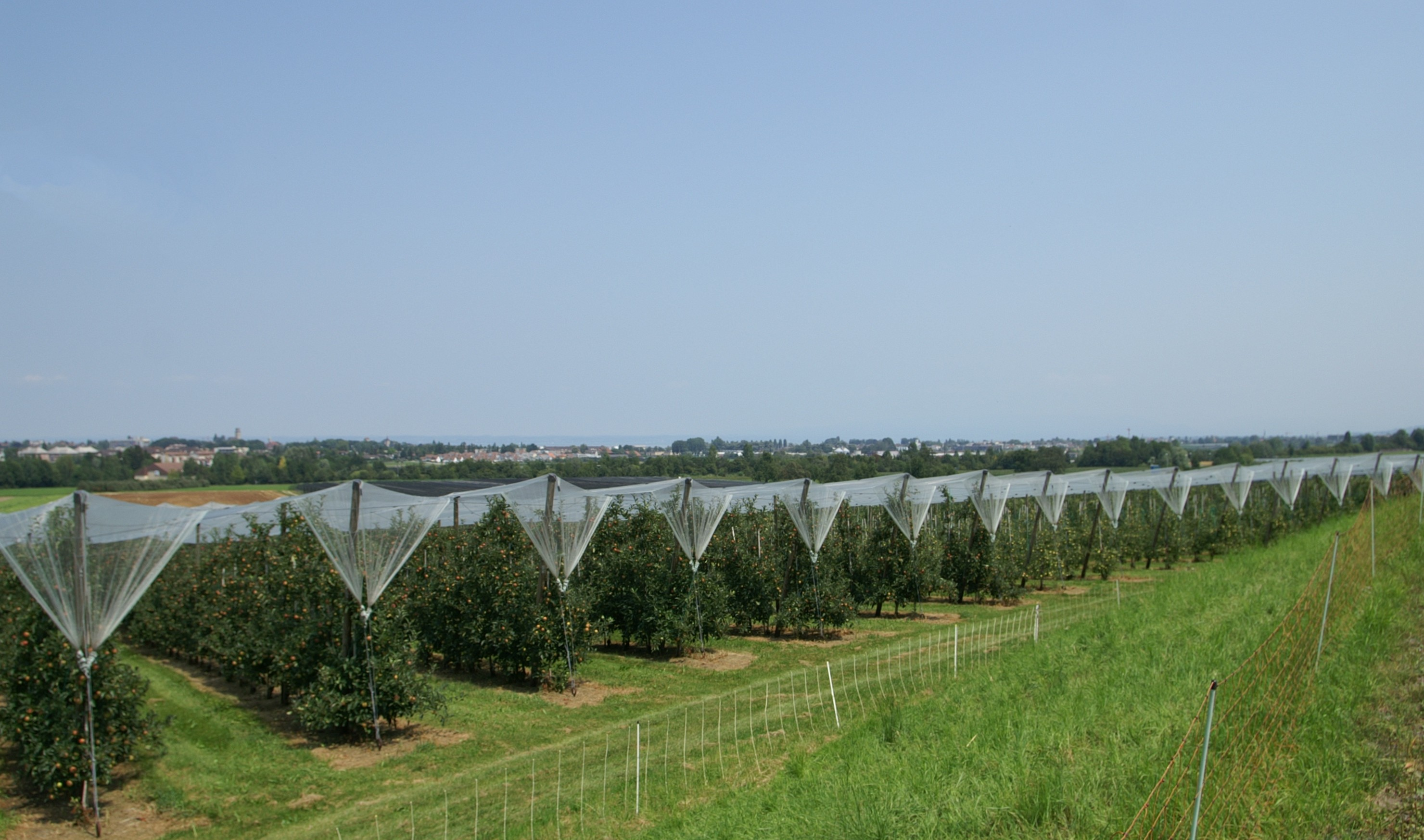
Obstplantage am Bodensee bei Arbon; (Plantage von ‘Gala’, ‘Topaz’ und ‘Golden Delicious’)

Die Sorte ‘Gala’ war im Jahr 2012 nach Erntemenge die bedeutendste Sorte in der Schweiz, in Baden-Württemberg rangierte sie im selben Jahr auf Platz zwei. In Rheinland-Pfalz ist sie mit einem Anteil von 10,7 % der Anbaufläche die vierthäufigste Sorte.
‘Gala’ wird für Europa größtenteils aus Neuseeland und Chile eingeführt. Eine bedeutende Stellung im kommerziellen Anbau hat ‘Gala’ darüber hinaus in Brasilien, Argentinien, Australien, China, den USA, Frankreich und Großbritannien.

## Anbau
‘Gala’ ist diploid und begrenzt selbstbefruchtend. Die Bäume blühen vergleichsweise lange in der Mitte der Apfelsaison. Der Baum trägt reichhaltig. Die Ernte erfolgt in Europa Anfang bis Ende September.
Nach der Ernte kann die Sorte ‘Gala’ bis Dezember gelagert werden. Es sind keine besonderen Anfälligkeiten bekannt, die durch die Lagerung auftreten. Im CA-Lager betragen die Lagerzeiten je nach Variante und Region vier bis neun Monate. Die empfohlenen Temperaturen liegen je nach Variante und Region zwischen Null und drei Grad Celsius, der empfohlene Sauerstoffgehalt der Luft zwischen ein und drei Prozent und der empfohlene Gehalt an Kohlenstoffdioxid zwischen 0,5 und 2 Prozent der Luft.
Die Sorte ‘Gala’ genießt keinen Sortenschutz durch das Bundessortenamt, darf aber nach § 6 Abs. 4 der Verordnung über das Inverkehrbringen von Anbaumaterial von Gemüse-, Obst- und Zierpflanzenarten sowie zur Aufhebung der Verordnung zur Bekämpfung von Viruskrankheiten im Obstbau (Anbaumaterialverordnung – AGOZ) in Deutschland angebaut werden.

### Anfälligkeiten und Resistenzen
‘Gala’ neigt nicht zur Alternanz. Die Sorte ist stark anfällig für Mehltau (Podosphaera leucotricha) sowie für Feuerbrand, Obstbaumkrebs und Apfelschorf. Gala ist mäßig resistent gegen Winterfrost.

## Züchtung

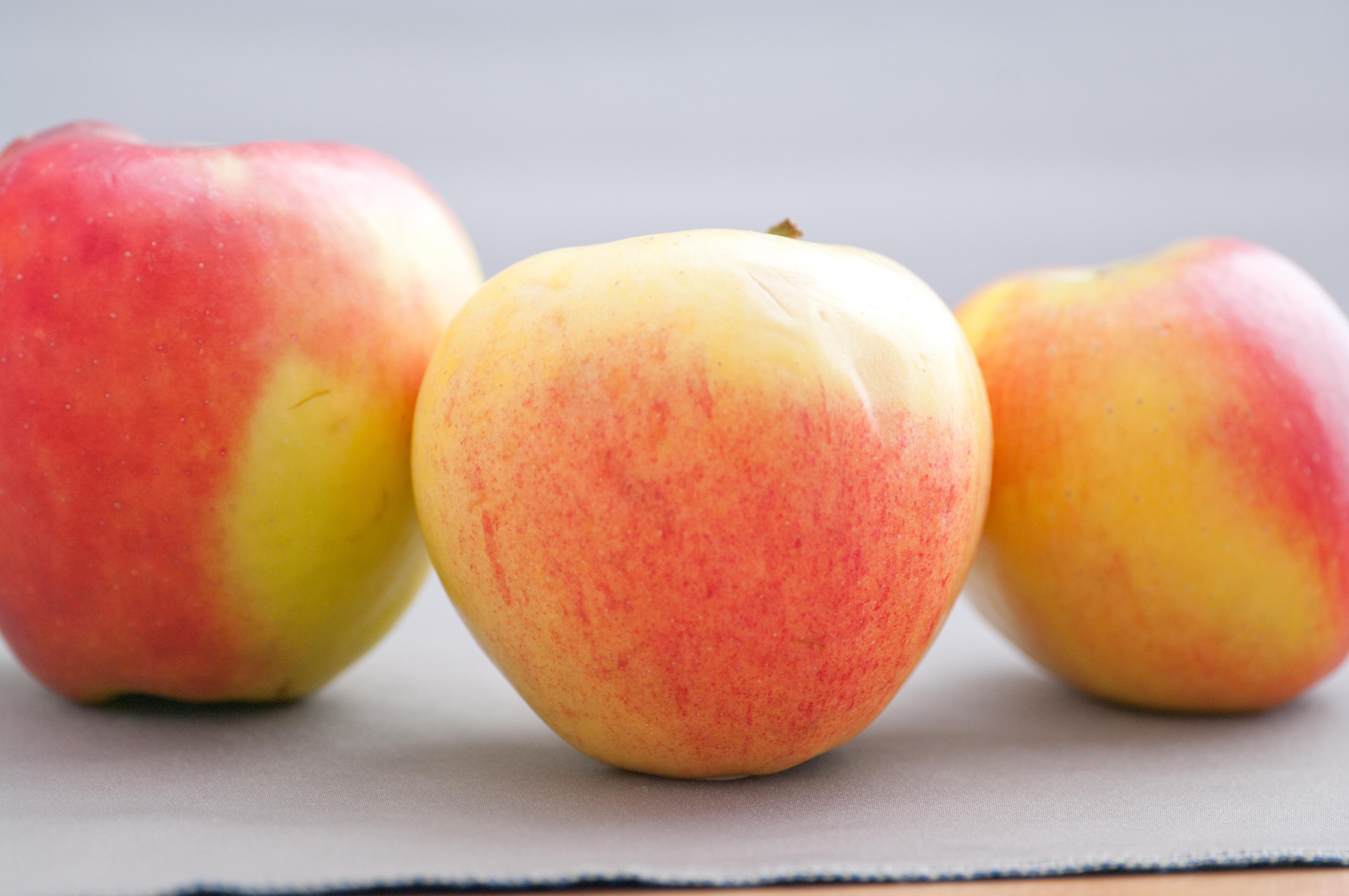
Gala (Mitte) und zwei neuere Abkömmlinge: Nicoter (links) und Scifresh (rechts).

Die Sorte ‘Gala’ wird auch in der Züchtung neuer Sorten verwendet. Einige Apfelsorten, deren Elternsorte ‘Gala’ ist, sind z. B. ‘Galmac’, ‘Civni’, ‘Nicoter’, ‘Mairac’, ‘Modi’, ‘Sansa’, ‘Chinook’, ‘Pacific Rose’, ‘Pacific Beauty’, ‘Pacific Queen’ und ‘Initial’.
Von ‘Royal Gala’ und ‘Braeburn’ stammt die Sorte ‘Scifresh’ ab, die derzeit die am stärksten wachsende Apfelsorte im neuseeländischen Erwerbsanbau ist.